# Valerio Nasema
Valerio Nasema (19 luglio 1972) è un ex calciatore figiano, di ruolo difensore.

## Carriera

### Nazionale
Ha debuttato in Nazionale nel 1997. Ha partecipato, con la Nazionale, alla Coppa d'Oceania 1998 e alla Coppa d'Oceania 2002.

## Palmarès

### Club

#### Competizioni nazionali
- Campionato figiano di calcio: 7

Ba: 1999, 2001, 2002, 2003, 2004, 2005, 2006
- Campionato interdistrettuale figiano: 6

Ba: 1997, 2000, 2003, 2004, 2006, 2007
- Battle of Giants figiana: 5

Ba: 1998, 1999, 2000, 2001, 2006, 2007
- Coppa delle Figi: 4

Ba: 2004, 2005, 2006, 2007
- Champions vs. Champions figiana: 10

Ba: 1997, 1998, 1999, 2000, 2001, 2002, 2003, 2004, 2005, 2006